# Cher Ami
Cher Ami (magyarul: Kedves Barátom) egy hím postagalamb (Columba livia domestica) volt az első világháborúban, amely egy fontos üzenet továbbításáért megkapta a francia háborús kitüntetést, a croix de guerre-t (Hadikeresztet).

## Galambok a háborúban
Az első világháború idején a hadseregek széles körben alkalmazták a postagalambokat kommunikációs célokra. Egyes becslések szerint több mint félmillió madár volt szolgálatban a háború alatt. A postagalambok rendkívül megbízhatók voltak, a velük indított üzenetek 95 százaléka célba ért. Sok esetben kizárólag ők biztosították a kapcsolatot a frontvonal és a főhadiszállás között, ugyanis az akkori tábori telekommunikációs eszközöket még vezeték kötötte össze, amely könnyen elszakadt az ellenséges tűzben.

## Az életmentő üzenet
A hím Cher Ami az első világháború egyik leghíresebb postagalambja volt. Egyike volt annak a 600 postagalambnak, amelyet angol tenyésztők adományoztak a Franciaországban állomásozó amerikai erőknek. A madár 12 fontos üzenetet közvetített a verduni amerikai szektorban.
1918. október 2-án az amerikai 77. hadosztály 308. zászlóalja magával vitte a galambot több társával együtt, amikor a Meuse-Argonne offenzíva során benyomultak az argonne-i erdőbe. Az egység - amely később az Elveszett zászlóalj néven lett híres - több mint ötszáz katonáját a túlerőben lévő németek körbezárták, és napokon át folyamatosan támadták. Október 4-én baráti tűz zúdult a Charles White Whittlesey őrnagy vezette alakulatra. Ekkor indították útnak utolsó galambjukat, Cher Amit.
A németek megpróbálták lelőni a madarat. A postagalamb, habár eltalálták, 25 perc alatt 25 mérföldet repült a főhadiszállásig. Amikor megérkezett, hiányzott az egyik szeme, találat érte a mellén, és leszakadt az egyik lábának jelentős része is. Az üzenetet tartalmazó kapszulát egy ín tartotta mindössze.
Cher Ami a következő üzenetet vitte magával az erdőből az amerikai főhadiszállásra: „A 2746,4 koordinátájú út mentén vagyunk. A tüzérségünk közvetlenül ránk zúdítja a zárótüzet. Az ég szerelmére, állítsák le.” Az ágyúzást a galamb érkezése után beszüntették.

## Kitüntetés
Cher Ami orvosi kezelést kapott, majd felépülése után kitüntették a francia hadikereszttel, a croix de guerre-rel. A galambot az Amerikai Egyesült Államokba vitték, ahol 1919. június 13-án pusztult el. 1931-ben posztumusz beiktatták a versenygalambok dicsőségcsarnokába, és szolgálataiért megkapta a madaraknak adható amerikai aranymedált is. Cher Amit preparálták. Először a Smithsonian Intézetben volt, ma az amerikai nemzeti történeti múzeumban látható.

## Vita a neméről
Az amerikai hadsereg dokumentumai szerint a galamb tojó volt, viszont a Smithsonian Intézet hímként tartotta nyilván. A vita eldöntésére 2021-ben DNS-vizsgálatot végeztek a madár tetemén, és egyértelműen megállapították, hogy Cher Ami hím volt.